# Adium
Adium ist ein freier Instant Messenger für macOS, der unter der GNU General Public License veröffentlicht wurde.
Adium greift auf die Bibliotheken „libezv“ (für Bonjour) und „libpurple“ (für alle anderen Protokolle) zurück. Libpurple wird in erster Linie von den Entwicklern von Pidgin, dem GTK+-Frontend von libpurple, instand gehalten.
Das Adium-Team arbeitet also hauptsächlich an der grafischen Benutzeroberfläche.

## Funktionen
Adium bietet verschiedene Funktionen. Dazu gehören das „Tabbed Chatting“, ähnlich dem Tabbed Browsing, bei dem man mit einem offenen Fenster durch Benutzung von Reitern mit mehreren Benutzern chatten kann. Durch Off-the-Record Messaging (OTR) kann der Chat verschlüsselt werden. Diverse Anpassungsmöglichkeiten stehen als Ergänzung zur Verfügung. Dies bezieht sich auf optische Änderungen (Skins) und alternative Töne sowie Applescripts und Erweiterungen. Zudem unterstützt Adium die Übertragung von Dateien.

## Protokolle
Folgende Protokolle werden von Adium in der aktuellen Version unterstützt:
- XMPP inklusive der Dienste Google Talk, Facebook-Chat und LiveJournal Talk
- OSCAR inklusive der Dienste AIM und ICQ
- Yahoo (inklusive Yahoo! Japan)
- Twitter
- Bonjour
- IRC
- MySpaceIM
- Novell GroupWise
- Lotus Sametime
- Gadu-Gadu
- Skype mit einer Erweiterung
- QQ mit der „AdiumQQ“-Erweiterung
- Steam Chat mit der „Steam IM“-Erweiterung
- Xfire mit der „XBlaze“-Erweiterung
- MeBeam mit einer Erweiterung
- NateOn mit einer Erweiterung[4]
- Tleń mit einer Erweiterung

## Geschichte
Gestartet wurde das Projekt von Adam Iser. Die erste Version 1.0 wurde im September 2001 veröffentlicht und unterstützte lediglich AIM. Adium 1.0 wurde zunächst bis zur Version 1.6 erneuert. Im Anschluss folgte eine etwas ungewöhnliche Versionierung.
Das Entwicklerteam änderte große Teile Adiums, um auch andere Protokolle zu integrieren. Ursprünglich sollte dies als „Adium 2.0“ veröffentlicht werden, aber wegen der großen Unterschiede zwischen Adium 1.0 und der neu geschriebenen Version wurde das Programm in „Adium X“ umbenannt. Man begann mit „Adium X 0.50“. Diese Art der Bezeichnung hielt bis Adium X 0.89.1. Schließlich entschlossen sich die Entwickler, das „X“ wieder fallen zu lassen und zu „Adium“ zurückzukehren. Am 2. Februar 2007 wurde „Adium 1.0“ veröffentlicht.
Adium X 0.88 und neuere Versionen erscheinen als Universal Binaries und liefen somit nativ auf sowohl PowerPC- als auch x86-(Intel)-basierenden Apple-Computern. Versionen ab 1.5 unterstützen nur noch x86-basierenden Systeme.